# Borgolai Grant No.11
Borgolai Grant No.11 is een census town in het district Tinsukia van de Indiase staat Assam. 

## Demografie
Volgens de Indiase volkstelling van 2001 wonen er 5034 mensen in Borgolai Grant No.11, waarvan 52% mannelijk en 48% vrouwelijk is. De plaats heeft een alfabetiseringsgraad van 66%. 